# Halil Çolak
Halil Çolak (Deventer, 29 gennaio 1988) è un calciatore turco, attaccante svincolato.

## Carriera
Ha giocato 34 partite nella massima serie turca.